# 巨膜长蝽属
巨膜长蝽属（学名：Jakowleffia）为尖长蝽科的一个属。

## 下属物种
本属包括以下物种：
- Jakowleffia inanna Linnavuori, 1984
- 巨膜长蝽 Jakowleffia setulosa (Jakovlev, 1874)